# Phát sóng tin tức
Phát sóng tin tức là phương tiện truyền thông phát sóng đa dạng các tin tức sự kiện cũng như những thông tin khác thông qua sóng truyền hình, phát thanh hoặc trên mạng Internet trong lĩnh vực báo phát thanh truyền hình. Nội dung thường được sản xuất cục bộ theo địa phương ở phòng phát thanh hay phòng biên tập trong trường quay truyền hình, hoặc do một mạng phát sóng thực hiện.